# Chauna
Genre
Le genre Chauna comprend 2 espèces de Kamichis, oiseaux à l'allure d'échassiers, proches parents des canards et des oies.

## Liste des espèces
D'après la classification de référence (version 2.2, 2009) du Congrès ornithologique international (ordre phylogénique) :
- Chauna chavaria (Linnaeus, 1766) — Kamichi chavaria
- Chauna torquata Oken, 1816 — Kamichi à collier